# Луга (річка)
Лу́га (стародавня назва — Луг) — річка в Україні, у межах Володимирського району Волинської області. Права притока Західного Бугу (басейн Вісли).

## Опис
Довжина бл. 93 км, площа басейну 1348 км². Характер річки — рівнинний, вона протікає в болотистій заплаві завширшки до 2 км. Русло звивисте, завширшки 10—25 м, завглибшки 1—1,5 м. Похил річки 0,7 м/км. Живлення — ґрунтові води, атмосферні опади. Взимку льодовий покрив нестійкий, навіть у сильні морози. Найвищий рівень води під час весняного паводку — в березні-квітні, найнижчий — в липні-серпні.
Мінералізація води р. Луга (м. Володимир) в середньому становить: весняна повінь — 467 мг/дм³; літньо-осіння межень — 484 мг/дм³; зимова межень — 506 мг/дм³.
Споруджено понад 20 ставків.

## Розташування
Луга бере початок у межах Горохівської височини з двох витоків: один з них, за назвою Луга-Свинорийка, розташований у Локачинському районі — біля села Гранатова, інший витік (власне Луга) розташований у селі Колпитові (Луга-Свинорийка впадає в Лугу біля села Чесний Хрест). Річка тече спочатку на захід і північний захід, потім на північ, у нижній течії — переважно на північний захід. Впадає до Західного Бугу на північно-західній околиці міста Устилуга.
Найбільші притоки: Луга-Свинорийка, Свинорийка, Риловиця (праві); Стрипа (ліва).
На берегах Луги розташовані міста: Володимир, Устилуг, Локачі.

## Природа й екологічний стан
Рибне населення — щука, окунь, сом, минь, в'язь, головень, плітка, плоскирка, краснопірка, карась, пічкур, верховодка.
Екосистема Луги зазнала сильного антропогенного впливу — на деяких ділянках її русло штучно випрямлене, обваловане захисними дамбами. В повоєнний період заплави Луги інтенсивно осушувалися. Меліорація призвела до зміни гідробіологічного режиму річки — замулення її джерел, зменшення водного стоку. Непоодинокі випадки забруднення Луги побутовими стічними водами, неочищеними викидами промислових підприємств.